# Darcinópolis
Darcinópolis är en kommun i Brasilien.   Den ligger i delstaten Tocantins, i den centrala delen av landet, 1 000 km norr om huvudstaden Brasília. Antalet invånare är 5 273.
Omgivningarna runt Darcinópolis är huvudsakligen savann. Runt Darcinópolis är det mycket glesbefolkat, med 3 invånare per kvadratkilometer.